# Brljansko jezero
Brljansko jezero (također poznato po imenama Ćorića jezero i Bjelober) je umjetno akumulacijsko jezero u Dalmaciji na rijeci Krki. Dobilo je ime po slapu Brljanu. Površina iznosi 0,286 km². Akumulira vode rijeke Krke za potrebe hidroelektrane Miljacka.